# Marjatta Hietala
Liisa Marjatta Hietala, född 19 juni 1943 i Valkeala, är en finländsk historiker.
Hietala blev filosofie doktor 1977 på en avhandling om Ernst Jünger. Hon var 1974–1985 assistent vid Helsingfors universitet, 1981–1993 äldre forskare vid Finlands Akademi och 1994–1996 professor i allmän historia vid Joensuu universitet. År 1996 blev hon professor i ämnet vid Tammerfors universitet. Hon utnämndes 2002 till akademiprofessor vid Finlands Akademi för en femårsperiod. År 2012 blev hon hedersdoktor vid Stockholms universitet. Sedan 1997 är hon ledamot av Finska Vetenskapsakademien.
Hietala har i sin forskargärning ägnat sig främst åt stadshistoria.

## Utmärkelser
- Riddartecknet av I klass av Finlands Vita Ros’ orden,  6 december 2000[2]

[Redigera Wikidata]

## Publikationer i urval
- Services and urbanization at the turn of the century (1987)
- Tietoa, taitoa, asiantuntemusta: Helsinki eurooppalaisessa kehityksessä 1875-1917 1 (1992)
- Suullista historiaa. Veteraanikansanedustajat haastateltavina (tillsammans med Kristiina Graae, 1994)
- Finnische Wissenschaftler in Deutschland 1860–1950 (1999)
- Helsinki, the innovative city (tillsammans med Marjatta Bell, 2002)